# Italian Hockey League Women 2021-2022
Il Campionato italiano femminile di hockey su ghiaccio 2021-2022, ufficialmente Italian Hockey League Women 2021-2022, è la trentaduesima edizione di questo torneo, organizzato dalla FISG, la quinta con la nuova denominazione.

## Partecipanti
Sono salite a sette le partecipanti: confermate le sei partecipanti della stagione precedente, si è aggiunta una squadra veneta, le Padova Waves Girls.
| Dobbiaco F.                          | Trentino-Alto Adige | Dobbiaco (BZ) | Palaghiaccio di Dobbiaco            | ?     |
| EV Bozen Eagles (Campione in carica) | Trentino-Alto Adige | Bolzano (BZ)  | Sparkasse Arena                     | 7.220 |
| Lakers                               | Trentino-Alto Adige | Egna (BZ)     | WürthArena                          | 1.200 |
| Valdifiemme F.                       | Trentino-Alto Adige | Cavalese (TN) | Palazzetto del Ghiaccio di Cavalese | 2.300 |
| Padova Waves Girls                   | Veneto              | Padova (PD)   | Palazzo del ghiaccio Plebiscito     | ?     |
| Piemont Rebelles                     | Piemonte            | Pinerolo (TO) | Stadio Olimpico                     | ?     |
| Girls Project                        | Valle d'Aosta       | Aosta (AO)    | Palaghiaccio di Aosta               | 1.000 |

## Formula
Le sette squadre si sono affrontate in un girone di andata e ritorno, con le prime quattro squadre classificate al termine della regular season ad avere diritto a disputare i play-off.
Nei play-off, semifinali e finale si sono disputati al meglio dei tre incontri (con il primo giocato in casa della squadra peggio classificata, e il secondo e l'eventuale terzo in casa della squadra meglio classificata), e la finale per il terzo posto in gara unica.

## Regular season

### Incontri
| Squadre                                                                  | EV Bozen Eagles           | Dobbiaco F.                     | Girls Project            | Lakers                   | Padova                    | Piemont Rebelles         | Valdifiemme              |
| ------------------------------------------------------------------------ | ------------------------- | ------------------------------- | ------------------------ | ------------------------ | ------------------------- | ------------------------ | ------------------------ |
| EV Bozen Eagles                                                          |                           | 6:0 referto (17/02/2022)        | 8:0 referto (11/12/2021) | 3:0 referto (13/02/2022) | 13:0 referto (30/11/2021) | 5:1 referto (07/11/2021) | 8:0 referto (26/12/2021) |
| Dobbiaco F.                                                              | 1:3 referto (22/12/2021)  |                                 | 4:3 referto (12/02/2022) | 8:3 referto (05/02/2022) | 3:1 referto (29/01/2022)  | 6:0 referto (11/12/2021) | 7:1 referto (16/10/2021) |
| Girls Project                                                            | 0:4 referto (05/12/2021)  | 3:14 referto (22/01/2022)       |                          | 2:4 referto (31/10/2021) | 8:2 referto (21/11/2021)  | 0:4 referto (30/01/2022) | 4:3 referto (15/01/2022) |
| HC Lakers                                                                | 0:3 referto (20/02/2022)  | 2:3 d.t.s. referto (21/11/2021) | 4:2 referto (12/12/2021) |                          | 5:3 referto (17/10/2021)  | 3:0 referto (30/11/2021) | 4:0 referto (29/01/2022) |
| Padova Waves Girls                                                       | 0:10 referto (12/12/2021) | 2:6 referto (13/02/2022)        | 2:5 referto (06/11/2021) | 0:6 referto (05/12/2021) |                           | 3:0 referto (24/10/2021) | 1:3 referto (01/11/2021) |
| Piemont Rebelles                                                         | 1:5 referto (21/11/2021)  | 4:8 referto (21/01/2022)        | 0:4 referto (20/02/2022) | 3:5 referto (23/01/2022) | 7:1 referto (16/01/2022)  |                          | 5:2 referto (05/12/2021) |
| Valdifiemme F.                                                           | 0:4 referto (12/02/2022)  | 3:6 referto (30/10/2021)        | 4:0 referto (05/02/2022) | 4:2 referto (24/10/2021) | 4:0 referto (19/02/2022)  | 5:2 referto (06/02/2022) |                          |
| Legenda: d.t.s.= dopo i tempi supplementari; d.r.= dopo i tiri di rigore |                           |                                 |                          |                          |                           |                          |                          |

### Classifica
|    |                    |       |    |    |     |     |    |    |    |
|    | Squadre            | Punti | PG | V  | VOT | POT | P  | GF | GS |
| 1. | EV Bozen Eagles    | 36    | 12 | 12 | 0   | 0   | 0  | 72 | 3  |
| 2. | Dobbiaco F.        | 29    | 12 | 9  | 1   | 0   | 2  | 66 | 31 |
| 3. | Lakers             | 22    | 12 | 7  | 0   | 1   | 4  | 38 | 31 |
| 4. | Valdifiemme F.     | 15    | 12 | 5  | 0   | 0   | 7  | 29 | 43 |
| 5. | Girls Project      | 12    | 12 | 4  | 0   | 0   | 8  | 31 | 53 |
| 6. | Piemont Rebelles   | 9     | 12 | 3  | 0   | 0   | 9  | 27 | 47 |
| 7. | Padova Waves Girls | 3     | 12 | 1  | 0   | 0   | 11 | 15 | 70 |

## Play-off

### Tabellone
|  | Semifinali | Semifinali      | Semifinali      | Semifinali | Semifinali |  |  | Finale          | Finale          | Finale          | Finale | Finale |  |
|  |            |                 |                 |            |            |  |  |                 |                 |                 |        |        |  |
|  | 1          | EV Bozen Eagles | EV Bozen Eagles | 7          | 4          |  |  |                 |                 |                 |        |        |  |
|  | 4          | Valdifiemme F.  | Valdifiemme F.  | 4          | 0          |  |  | 1               | EV Bozen Eagles | EV Bozen Eagles | 3      | 5      |  |
|  | 2          | Dobbiaco F.     | 1               | 6          | 2          |  |  | 2               | Dobbiaco F.     | Dobbiaco F.     | 1      | 0      |  |
|  | 3          | Lakers          | 7               | 2          | 0          |  |  |                 |                 |                 |        |        |  |
|  |            |                 |                 |            |            |  |  |                 |                 |                 |        |        |  |
|  |            |                 |                 |            |            |  |  | Finale 3º posto |                 |                 |        |        |  |
|  |            |                 |                 |            |            |  |  |                 |                 |                 |        |        |  |
|  |            |                 |                 |            |            |  |  | 3               | Lakers          | 2               | 2      | 3      |  |
|  |            |                 |                 |            |            |  |  | 4               | Valdifiemme F.  | 3               | 1      | 2      |  |

Legenda: † - partita terminata ai tempi supplementari; ‡ - partita terminata ai tiri di rigore

### Incontri

#### Semifinali

##### Gara 1
| Arbitri: | Thomas Formaioni Federico Rivis |

| |           |                       |
| Engele 16:09 B. Larger (Thoma) 17:24 Kristo (Carissimi) 21:35 Engele (Perathoner) 23:26 Perathoner (Gallmetzer) 33:22 Kristo (Carissimi) 50:12 Zanettini (Thoma) 52:47 | Marcatori | 19:38 Stauder (Caumo) |

| Arbitri: | Giuseppe Coceano Walter Zuccatti |

| |           | |
| Zaccherini (Gasperini) 10:46 Weber (Dalprà) 32:30 Gasperini (Dalprà) 56:08 Dalprà (Zaccherini) 58:03 | Marcatori | 2:41 Bonafini (Cereghini) 19:38 Cereghini (Gius) 24:14 Kaneppele (Da Rech) 28:11 Da Rech (Bonafini) 41:54 Heidenberger (Stocker) 47:48 Bonafini (Cereghini) 58:46 Cereghini (Labruna) |

##### Gara 2
| Arbitri: | Richard Mair Alex Lazzeri |

| |           |                                                        |
| Caumo 9:28 Caumo (Stauder) 10:34 Larese De Pasqua (Campo Bagatin) 31:14 Caumo (Stauder) 33:46 Caumo (Grunser, Da Ponte Becher) 53:28 Caumo (Stauder) 59:37 | Marcatori | 27:43 Gallmetzer (Carissimi) 44:35 Engele (Perathoner) |

| Arbitri: | Antonio Piras Thomas Egger |

| |           |  |
| Kaneppele (Varano, Callovini) 2:10 Da Rech (Bonafini, Gius) 16:16 Pierri 2:10 Callovini (Kaneppele) 29:17 | Marcatori |  |

##### Gara 3
| Arbitri: | Konrad Kofler Martin Mair |

|                            |           |  |
| Stauder 7:13 Stauder 19:32 | Marcatori |  |

#### Finale per il 3º posto

##### Gara 1
| Arbitri: | Giuseppe Coceano Thomas Brida |

|                                                              |           |                               |
| Dalprà (Lauton) 6:21 Giuliani 40:59 Dalprà (Gasperini) 55:52 | Marcatori | 18:53 Engele 18:53 Perathoner |

##### Gara 2
| Arbitri: | Massimo De Col Walter Zuccatti |

|                                               |           |                      |
| Kristo (Larger) 0:57 Larger (Perathoner) 7:57 | Marcatori | 58:21 Weber (Dalprà) |

##### Gara 3
| Arbitri: | Federico Giacomozzi Massimo De Col |

|                                                                   |           |                                                         |
| Perathoner (Larger, Rohregger) 0:51 Perathoner 17:07 Gruber 28:26 | Marcatori | 12:37 Dalprà (Weber, Giuliani) 41:45 Gasperini (Dalprà) |

#### Finale

##### Gara 1
| Arbitro: | Mauro De Zordo |

|                              |           | |
| Grunser (Stauder, Mair) 6:48 | Marcatori | 25:58 Cereghini (Gius, Heidenberger) 27:17 Cereghini (Innocenti, Da Rech) 57:09 Magnanini (Da Rech, Varano) |

##### Gara 2
| Arbitro: | Thomas Egger |

| |           |  |
| Gius (Lobis, Stocker) 0:36 Stocker (Bettarini, Cereghini) 1:09 Gius (Furlani, Da Rech) 9:09 Furlani (Cereghini, Bettarini) 50:59 Cereghini (Furlani, Gius) 53:29 | Marcatori |  |

### Classifica marcatori
Le classifiche si riferiscono alla regular season.

#### Punti
| Pos. | Nome              | Squadra         | PG | G  | A  | Pt. |
| ---- | ----------------- | --------------- | -- | -- | -- | --- |
| 1.   | Anna Caumo        | Dobbiaco F.     | 11 | 18 | 8  | 26  |
| 2.   | Marta Mazzocchi   | Girls Project   | 12 | 15 | 9  | 24  |
| 3.   | Eva Maria Grunser | Dobbiaco F.     | 12 | 8  | 13 | 21  |
| 4.   | Franziska Stocker | EV Bozen Eagles | 10 | 13 | 7  | 20  |
| 5.   | Eleonora Dalprà   | Valdifiemme F.  | 11 | 10 | 8  | 18  |

#### Gol
| Pos. | Nome              | Squadra         | PG | G  | A | Pt. |
| ---- | ----------------- | --------------- | -- | -- | - | --- |
| 1.   | Anna Caumo        | Dobbiaco F.     | 11 | 18 | 8 | 26  |
| 2.   | Marta Mazzocchi   | Girls Project   | 12 | 15 | 9 | 24  |
| 3.   | Lea Mair          | Dobbiaco F.     | 11 | 14 | 3 | 17  |
| 4.   | Franziska Stocker | EV Bozen Eagles | 10 | 13 | 7 | 20  |
| 5.   | Eleonora Bonafini | EV Bozen Eagles | 10 | 11 | 3 | 13  |

#### Assist
| Pos. | Nome              | Squadra         | PG | G  | A  | Pt. |
| ---- | ----------------- | --------------- | -- | -- | -- | --- |
| 1.   | Eva Maria Grunser | Dobbiaco F.     | 12 | 8  | 13 | 21  |
| 2.   | Marta Mazzocchi   | Girls Project   | 12 | 15 | 9  | 24  |
| 2.   | Emma Cereghini    | EV Bozen Eagles | 12 | 4  | 9  | 13  |
| 4.   | Anna Caumo        | Dobbiaco F.     | 11 | 18 | 8  | 26  |
| 4.   | Eleonora Dalprà   | Valdifiemme F.  | 11 | 10 | 8  | 18  |
| 4.   | Katrin Stauder    | Dobbiaco F.     | 12 | 9  | 8  | 17  |
| 4.   | Mia Campo Bagatin | Dobbiaco F.     | 9  | 9  | 8  | 17  |

### Classifica portieri
La classifica si riferisce alla regular season. Vengono considerate solo le atlete che hanno giocato almeno il 30% dei minuti.
| Pos. | Nome             | Squadra         | GD | GP | Min.   | GAA  | SVS%  |
| ---- | ---------------- | --------------- | -- | -- | ------ | ---- | ----- |
| 1.   | Daniela Klotz    | EV Bozen Eagles | 12 | 7  | 380:00 | 0    | 100%  |
| 2.   | Elisabeth Kofler | Lakers          | 5  | 4  | 240:00 | 1,25 | 95,3% |
| 3.   | Sara Belli       | Girls Project   | 12 | 8  | 356:58 | 3,36 | 90,6% |
| 4.   | Ilaria Girardi   | Lakers          | 8  | 7  | 422:51 | 3,12 | 90,5% |
| 5.   | Chiara Vola      | Girls Project   | 10 | 6  | 277:59 | 4,53 | 89,3% |